# 東大阪市立縄手中学校
東大阪市立縄手中学校（ひがしおおさかしりつ なわてちゅうがっこう）は、大阪府東大阪市南四条町にある公立中学校。創立記念日は5月27日。

## 校歌
- 山田貞彦作詞／永井孝次作曲

## 通学区域
- 東大阪市立縄手小学校と東大阪市立上四条小学校の通学区域。

## 交通
- 近鉄奈良線 瓢箪山駅。(徒歩15分)
- 下六万寺二丁目20 東花園線〔山本駅-東花園駅)｛徒歩3分}[近鉄バス] (2019年11月1日〜より近鉄瓢箪山駅前バスより近鉄東花園駅前ロータリーへ移転。)

## 著名な教職員
- 河原和之（教育学者、立命館大学講師）